# Funastrum tomentellum
Funastrum tomentellum är en oleanderväxtart som beskrevs av Rudolf Schlechter. Funastrum tomentellum ingår i släktet Funastrum och familjen oleanderväxter. Inga underarter finns listade i Catalogue of Life.